# Wittmannsdorf (Luckau)
Wittmannsdorf (niedersorbisch Witanojce) ist ein bewohnter Gemeindeteil der Stadt Luckau im Landkreis Dahme-Spreewald in Brandenburg. Bis zur Eingemeindung nach Luckau am 1. Januar 1957 war Wittmannsdorf eine eigenständige Gemeinde.

## Lage
Wittmannsdorf liegt im Nordwesten der Niederlausitz, rund zwei Kilometer südwestlich des Stadtzentrums von Luckau. Umliegende Ortschaften sind Luckau (mit Sandoer Vorstadt und Sando) im Nordosten, Freesdorf im Osten, Goßmar im Süden, Waltersdorf im Südwesten, Langengrassau im Westen und Zöllmersdorf im Nordwesten.
Wittmannsdorf liegt einen Kilometer nordöstlich der Bundesstraße 96 und jeweils zweieinhalb Straßenkilometer von der Bundesstraße 87 (Ortsumgehung Luckau) und der Bundesstraße 102 entfernt.

## Geschichte
Wittmannsdorf wurde im Jahr 1366 als Wytteramsdorff erstmals urkundlich erwähnt. Arnošt Muka leitet den Ortsnamen von einem sorbischen Personennamen ab. Historisch gehörte Wittmannsdorf zum Markgraftum Niederlausitz und war somit Teil der Länder der böhmischen Krone. Die Grundherrschaft über den Ort lag beim Rat der Stadt Luckau. 1635 kam Wittmannsdorf als Teil der Niederlausitz in Folge des Friedens von Prag zum Kurfürstentum Sachsen. Das Schmettausche Kartenwerk von 1767/87 verzeichnet den Ort als Wittmansdorff. Ab 1806 gehörte der Ort zum Königreich Sachsen. Etwa zu dieser Zeit hatte Wittmannsdorf 18 Häuser und 100 Einwohner sowie eine Schatzung von 1404 Gulden an den Rat von Luckau abzugeben.
Nach der auf dem Wiener Kongress beschlossenen Teilung des Königreiches Sachsen im Jahr 1815 kam die Niederlausitz, und somit auch die Gemeinde Wittmannsdorf, an das Königreich Preußen. Im folgenden Jahr kam es in Preußen zu einer umfassenden Gebietsreform, bei der der bisherige Luckauische Kreis in den Kreis Luckau umgewandelt wurde und der Wittmannsdorf zur Provinz Brandenburg kam. Laut der Topografisch-statistischen Übersicht des Regierungsbezirks Frankfurt a.d.O. aus dem Jahr 1844 hatte Wittmannsdorf zu dieser Zeit 18 Wohngebäude und 102 Einwohner. Der Ort war nach Luckau eingepfarrt. Kurz danach entstand in Wittmannsdorf eine Ziegelei. 1867 gab es in dem Ort 19 Wohngebäude mit 154 Einwohnern. Bis etwa 1870 wurde Fritz (Fritz Rudolf) von Normann-Züssow als Eigentümer eines örtlichen Bauerngutes geführt. Er war zuvor Gutsbesitzer in Züssow in Vorpommern. Ende der 1920er Jahre gab es zwei größere Landwirtschaftsbetriebe, der von Frau M. Stolzenhain mit 30 ha, Hof Nr. 15, und der Hof Nr. 18 von Hermann Dehnz mit 36 ha. Der in Luckau um 1944 inhaftierte Schriftsteller Günther Weisenborn arbeitete in dieser Zeit in einem Außenkommando in Wittmannsdorf.
Bei der Volkszählung am 1. Dezember 1910 hatte die Landgemeinde Wittmannsdorf 134 Einwohner. Nach dem Ende des Zweiten Weltkrieges lag Wittmannsdorf in der Sowjetischen Besatzungszone und seit dem 7. Oktober 1949 in der DDR. Bei der Kreisreform am 25. Juli 1952 wurde die Gemeinde dem Kreis Luckau im Bezirk Cottbus zugeordnet. Am 1. Januar 1957 wurde Wittmannsdorf nach Luckau eingemeindet. Nach der Wiedervereinigung gehörte Wittmannsdorf erst zum Landkreis Luckau, der am 6. Dezember 1993 mit den Landkreisen Lübben und Königs Wusterhausen zu dem neuen Landkreis Dahme-Spreewald fusionierte.

## Bevölkerungsentwicklung
| Jahr | Einwohner |
| ---- | --------- |
| 1875 | 156       |
| 1890 | 147       |
| 1910 | 134       |

| Jahr | Einwohner |
| ---- | --------- |
| 1925 | 121       |
| 1933 | 118       |
| 1939 | 127       |

| Jahr | Einwohner |
| ---- | --------- |
| 1946 | 207       |
| 1950 | 187       |

Gebietsstand des jeweiligen Jahres

## Persönlichkeiten
- Gottfried Ludolf Graßmann (1738–1798), war Pfarrer in Wittmannsdorf